# かもめ (フェリー)
かもめは、日本海観光フェリーが運航していたフェリー。

## 概要
内海造船田熊工場で建造され、1975年4月12日に飯田 - 小木航路に就航した。
航路は冬期運休となるため、運休中はドック期間の代船として関西汽船に用船されるなどしていた。
1975年は12月3日から翌3月末まで用船され、別府 - 阪神航路、松山 - 小倉航路に就航した。
1978年、ホバークラフト「しぐなす」の就航により引退した。
その後、海外売船され、韓国でDONG YANG EXPRESS FERRY NO.2となり就航した。

### 就航航路
- 飯田港（珠洲市） - 小木港（小木町）

航路延長105km、航海時間3時間50分、1日1往復を運航した。飯田港での夜間停泊中、乗船者は船内宿泊が可能だった。

## 船内

### 船室
- 貴賓室（2名）[4]
- 特等室（洋室48名・和室16名）[4]
- 一等室（洋室80名・和室150名）[4]
- 二等室（562名）[4]
- 二等椅子席（256名） - 夏期のみ[4]

### 公室
- ビュフェ[4]
- ゲームコーナー[4]
- 売店・案内所[4]
- シャワー室[4]